# Pi Ceti
Pi Ceti (89 Ceti) é uma estrela na direção da constelação de Cetus. Possui uma ascensão reta de 02h 44m 07.35s e uma declinação de −13° 51′ 31.2″. Sua magnitude aparente é igual a 4.24. Considerando sua distância de 441 anos-luz em relação à Terra, sua magnitude absoluta é igual a −1.41. Pertence à classe espectral B7IV.